# Методиево (Добричская область)
Методиево (болг. Методиево) — село в Болгарии. Находится в Добричской области, входит в общину Добричка. Население составляет 254 человека.

## Политическая ситуация
В местном кметстве Методиево, в состав которого входит Методиево, должность кмета (старосты) исполняет Вырбан Атанасов Вырбанов (коалиция: Демократы за сильную Болгарию (ДСБ), Земледельческий народный союз (ЗНС), Союз демократических сил (СДС)) по результатам выборов правления кметства.
Кмет (мэр) общины Добричка — Петко Йорданов Петков (Болгарская социалистическая партия (БСП)) по результатам выборов в правление общины.